# Everon Jackson Hooi
Everon Jackson Michael Werner Hooi (Curaçao, 30 mei 1982) is een Nederlands acteur van Curaçaose & Bonairiaanse afkomst. Hij is voornamelijk bekend door zijn rol als Bing Mauricius in Goede tijden, slechte tijden, maar genoot ook bekendheid vanwege zijn rol als Ciro Pieterszoon in de RTL-serie De Erfenis.

## Biografie
Hooi werd geboren op het eiland Curaçao, en verhuisde op achtjarige leeftijd met zijn moeder naar Nederland. Zijn moeder en hij kwamen te wonen in Dordrecht. Na afronding van de mavo in het jaar 1999, besloot Hooi de opleiding Audiovisuele Vormgeving te gaan volgen aan het Grafisch Lyceum Rotterdam. Tijdens zijn studie was de acteur ook veel bezig met zijn grote passie acteren. Hierdoor liep hij wat vertraging op. In 2003 speelde Hooi de rol van Ciro Pieterszoon in de dramaserie De Erfenis.
Sinds januari 2005 is de acteur te zien als Bing Mauricius in de dagelijkse soapserie Goede tijden, slechte tijden. Deze rol wordt in 2025 tijdelijk overgenomen door Leandro Ceder omdat Everon een ongeluk kreeg tijdens een reis en als gevolg daarvan zijn rol in GTST tijdelijk niet kan spelen. Sinds 1997 is hij als vrijwilliger werkzaam bij Internationale Kinderhulp Nederland (IKN). In 2005 begon hij zijn werk als ambassadeur bij IKN om haar werk onder de aandacht te brengen. In februari 2007 bezocht Hooi samen met het EO-programma Nederland Helpt Roemenië. Bij zijn terugkeer in Nederland startte hij de actie 'Bouwen met Everon'. In 2009 nam Hooi een pilot op van zijn zelfbedachte dramaserie Westwijk.
In 2013 was Hooi te zien in het programma Expeditie Robinson, speciaal voor dit programma is hij op zwemles gegaan omdat hij niet kon zwemmen. Hij moest in de vierde aflevering het programma verlaten. In 2016 was Hooi meerdere keren te zien op televisie, hij was onder andere te zien in Zeesterren, De TV Kantine en was voor één dag de presentator van Carlo's TV Café. Hooi deed in 2022 mee aan seizoen 22 van het televisieprogramma Wie is de Mol?, waarin hij uiteindelijk de mol bleek te zijn. In seizoen 23 was hij degene die de kandidaten belde en vertelde of ze kandidaat of Mol zouden zijn. Dit deed hij terwijl alle kandidaten in dezelfde ruimte stonden en dus elkaars reactie konden zien. Dit werd uitgezonden aan het begin van de eerste aflevering van dit seizoen, zodat ook de kijkers de reacties van de kandidaten zagen en zo een eerste hint kregen voor hun speurtocht naar de Mol. Ook deed Hooi mee aan het vierde seizoen van het Nederlandse televisieprogramma The Masked Singer op RTL 4 als de olifant, waarin hij in de halve finale afviel.
In 2017 was Hooi de hoofdredacteur van het GTST Magazine dat uit vier verschillende uitgaves bestond en tussen de maanden juli en augustus in de winkels verscheen. In januari 2025 verzorgde Hooi als fotograaf een naaktfotoreportage van oud GTST-collega Sophie Bouquet in het blad Playboy.

## Filmografie

### Film
- 2001: Barry H., als Jerrel
- 2006: Doodeind, als Chris
- 2007: Grof vuil, als Eric
- 2007: Nachtrust, als boer
- 2013: 48 Minutes, als Patrick
- 2020: Buladó, als Ouira
- 2021: De familie Claus 2, als Steven
- 2024: Things I Would Tell My Dad, als taxichauffeur
- 2024: Mees Kees op eigen benen, als Philip
- 2025: iHostage, als Erik

### Televisie

#### Als acteur
- 2004: De Erfenis, als Ciro Pieterszoon
- 2005-heden: Goede tijden, slechte tijden, als Bing Mauricius
- 2012: Echt weer Edit, als Bing Mauricius
- 2012: De Dino Show, als klant
- 2012: Naranjina en de Kadekapers, als havenwachter
- 2013: Wolven, als Marco Ortela
- 2016; 2021 De TV Kantine, als Derek Morgan / Sergio Vyent
- 2022: Flikken Rotterdam, als trainer MMA
- 2024: Summer Break, als Denzel

#### Overig
- 2009: Let's Dance, als kandidaat
- 2011: Act Like A Star, als jurylid
- 2013: Expeditie Robinson, als kandidaat
- 2014: Van der Vorst ziet sterren, als hoofdgast
- 2015: Ranking the Stars, als panellid
- 2016: Zeesterren, als kandidaat
- 2016: Carlo's TV Café, als eenmalige co-presentator
- 2022: Wie is de Mol?, als De Mol
- 2022: The Masked Singer, als olifant
- 2025: Stars on Stage, als kandidaat

## Theater
- 2000: Heartbreak Hotel, als Colli
- 2001: HUP, als Sven
- 2003: Let's Dance, als Nelson
- 2007: Daniël en de Duivel, als Daniël
- 2008: Super op Zuid, als Roy